# Grafisches Primitiv

Vektorgrafiken setzen sich aus grafischen Primitiven wie Linien, Kreisen und Polygonen zusammen.

Der Begriff (grafisches) Primitiv (das, Pl. Primitive) wird in der Computergrafik verwendet. Er bezeichnet elementare ein-, zwei- oder dreidimensionale geometrische Formen, die ein Bestandteil von Austauschformaten (z. B. DXF, PCL oder SVG) sind. Aus diesen einfachen Primitiven lassen sich kompliziertere Formen zusammensetzen. Synonym werden auch die Begriffe Grundobjekt, grafische Grundform oder Raumbezugsgrundform (siehe auch ISO 19107) verwendet.

## Beispiele und Anwendungen
Welche Formen zu grafischen Grundformen gehören, hängt vom verwendeten Programm oder der Beschreibungssprache ab. In der 2D-Computergrafik sind Punkte, Strecken, Polygone, Kreise und Ellipsen gebräuchlich. In der 3D-Computergrafik sind Dreiecke oder Polygone die gebräuchlichsten Primitive, wenngleich auch Punktwolken und weitere Formen Verbreitung finden.
Grundformen werden bei vektorgestützter Grafikbearbeitungssoftware und 3D-Modellierungswerkzeugen verwendet. In der 2D-Computergrafik gibt es für Grundformen Algorithmen zur Rasterung; in der 3D-Computergrafik werden sie von Renderern verwendet.
Grafik-Primitive in OpenGL
- GL_POINTS
- GL_LINES
- GL_LINE_STRIP
- GL_LINE_LOOP
- GL_POLYGON
- GL_TRIANGLES
- GL_TRIANGLE_STRIP
- GL_TRIANGLE_FAN
- GL_QUADS
- GL_QUAD_STRIPS